# Oroluk
Oroluk – jeden z 8 atoli Mikronezji wchodzących w skład stanu Pohnpei. Pod względem administracyjnym tworzy jedno z 12 municypiów (gmin) tego stanu.
W skład atolu wchodzi kilkanaście wysp i wysepek, z których zamieszkana jest tylko Oroluk. Najwyższe wzniesienia atolu nie przekraczają kilku metrów ponad poziom morza. Atol zamieszkany jest przez ok. 10 osób. Mieszkańcy posługują się językami pohnpei, kapingamarangi oraz angielskim.